# Bełk (województwo warmińsko-mazurskie)
Bełk (niem. Bölk) – wieś w Polsce położona w województwie warmińsko-mazurskim, w powiecie działdowskim, w gminie Lidzbark.
W latach 1975–1998 miejscowość administracyjnie należała do województwa ciechanowskiego.

## Położenie
Miejscowość jest położona na historycznym Pomorzu, na ziemi lubawskiej. Odległość do Lidzbarka wynosi 4 kilometry, zaś do powiatowego Działdowa 25 kilometrów.
Przez miejscowość przepływa rzeka Wel.

## Historia
Wieś została założona najprawdopodobniej w XV wieku.
W roku 1910 we wsi mieszkało 225 osób w 40 domach, w tym 118 kobiet i 107 mężczyzn. Wszyscy mieszkańcy zadeklarowali język polski jako swój ojczysty, a także wyznanie rzymskokatolickie. Wieś należała wówczas do powiatu brodnickiego rejencji kwidzyńskiej w Prusach Zachodnich.
W styczniu 1920 miejscowość wraz z całym powiatem brodnickim została przyłączona do Polski. Według spisu powszechnego z 1921 roku w Bełku mieszkało 178 osób w 29 budynkach, w tym 96 kobiet i 82 mężczyzn. Wszyscy mieszkańcy zadeklarowali narodowość polską i wyznanie rzymskokatolickie.
1 kwietnia 1932 roku wieś została przyłączona do powiatu działdowskiego, który w 1938 przyłączono do województwa warszawskiego.
Podczas II wojny światowej, 13 listopada 1944 roku, hitlerowcy zamordowali 6 mieszkańców Bełku, w tym wójta nadleśnictwa Lidzbark (wcześniej radnego powiatu brodnickiego i sołtysa wsi) Ignacego Czajkowskiego.
W 1950 roku powiat działdowski przyłączono do województwa olsztyńskiego, gdzie w latach 1954–1973 wieś należała do gromady Lidzbark. Po zniesieniu gromad Bełk znalazł się w gminie Lidzbark.